# 香港初級組銀牌
香港初級組銀牌（英文：Hong Kong Junior Challenge Shield），是由香港已停辦的淘汰制足球錦標賽，自1922年開始舉辦，由乙組聯賽及丙組聯賽球隊參與角逐。

## 歷史沿革
香港足球總會於1922年由香港足球會手中接辦銀牌賽，同年創辦初級組銀牌賽，首屆冠軍是京士陸軍。中華的乙組隊於1927–28年度球季贏得冠軍，是歷來首支華人球隊在這項賽事奪標。
迄今為止，奪標次數最多的是南華，一共曾奪得 9 次冠軍，其次是港會 6 次，海軍、九巴、怡和各 4 次。
於2013年起，香港足球總會舉辦足總盃初級組，勝出隊伍（每屆約 3–4 隊），可越級挑戰參加足總盃決賽週階段，香港初級組銀牌遂告停辦。

## 歷屆冠軍
以下資料根據《香港足球總會九十週年紀念特刊》及歷年《香港足球總會年報》。
- 1922–23：京士陸軍
- 1923–24：地丹拿艦隊
- 1924–25：東沙利陸軍
- 1925–26：東沙利陸軍
- 1926–27：新京士陸軍
- 1927–28：中華
- 1928–29：新京士陸軍
- 1929–30：中華
- 1930–31：海軍
- 1931–32：炮兵（十二營）
- 1932–33：海軍
- 1933–34：海軍
- 1934–35：工程
- 1935–36：工程
- 1936–37：工程
- 1937–38：光華
- 1938–39：蘇皇軍
- 1939–40：三十營炮兵
- 1940–41：軍糧
- 1941–1946：停辦 1
- 1946–47：海軍
- 1947–48：南華
- 1948–49：九巴
- 1949–50：陸軍
- 1950–51：南華
- 1951–52：傑志
- 1952–53：南華
- 1953–54：南華
- 1954–55：南華
- 1955–56：九巴
- 1956–57：南華
- 1957–58：南華
- 1958–59：南華
- 1959–60：九巴
- 1960–61：愉園
- 1961–62：東昇
- 1962–63：陸軍
- 1963–64：九巴
- 1964–65：流浪
- 1965–66：陸軍
- 1966–67：南華
- 1967–68：怡和
- 1968–69：消防
- 1969–70：愉園
- 1970–71：怡和
- 1971–72：警察
- 1972–73：怡和
- 1973–74：怡和
- 1974–75：警察
- 1975–76：卜公
- 1976–77：港會
- 1977–78：駒騰
- 1978–79：港會
- 1979–80：荃灣
- 1980–81：流浪
- 1981–82：菱電
- 1982–83：俠士
- 1983–84：星島
- 1984–85：港燈
- 1985–86：卜公
- 1986–87：星島
- 1987–88：馬天尼
- 1988–89：港青
- 1989–90：福建
- 1990–91：警察
- 1991–92：流浪
- 1992–93：港會
- 1993–94：發景
- 1994–95：港會
- 1995–96：二合
- 1996–97：港會
- 1997–98：西貢朋友
- 1998–99：傑志
- 1999–00：東寶
- 2000–01：福建
- 2001–02：淦源
- 2002–03：消防
- 2003–04：東寶
- 2004–05：港會
- 2005–06：東寶
- 2006–07：福建
- 2007–08：沙田
- 2008–09：沙田
- 2009–10：停辦 2
- 2010–11：南區
- 2011–12：灣仔
- 2012–13：元朗

^  注解1：因第二次世界大戰而停辦。

^  注解2：因香港於2009年主辦第五屆東亞運動會，導致球場供應緊迫而停辦一屆。

## 外部連結
- 香港足球初級銀牌官方網站 （页面存档备份，存于）